# Српска православна црква Светог Саве и Светог Симеона у Српском Итебеју
Српска православна црква Светог Саве и Светог Симеона у Српском Итебеју, у општини Житиште, подигнута је у периоду од 1765. до 1769. године. Црква је проглашена спомеником културе као непокретно културно добро од великог значаја.
Православни храм у Српском Итебеју је посвећен Светом Сави и Светом Симеону, правоугаоне је основе са полукружном апсидом и надзиданим торњем. Двосливни кров прекривен је глеђосаним разнобојним црепом. Високи сокл и, над њим, наизменични прозорски отвори и слепе нише са лучним завршетком, споља дају цркви изглед двоспратне зграде, што она са хором на западној страни заправо и јесте.
Фасаде су обрађене декоративном малтерском пластиком и у њих су узидани стари надгробни споменици, чији натписи имају и историјску вредност јер садрже податке о сахрањенима. Унутрашњост храма такође је вредна пажње: полукружну апсиду држе два пиластра на која се надовезују ребра која рашчлањују свод, док се олтар раздваја пиластрима који се спајају у тријумфални лук. Два стуба са коринтским капителима држе хор, који је изграђен 1938. године приликом обнове цркве. Иконостас је сликао Димитрије Поповић 1777. године, док је барокна резбарија урађена у радионици Аксентија Марковића. Иконографски репертоар делом је допуњен сценама из националне историје и култовима Срба светитеља.
Радови на обнови цркве изведени су током 2012. и 2013. године.

## Галерија
- Јужна фасада
- Западна фасада
- Звоник
- Надгробне плоче
- Детаљ иконостаса
- Иконостас